# Lauda Sion

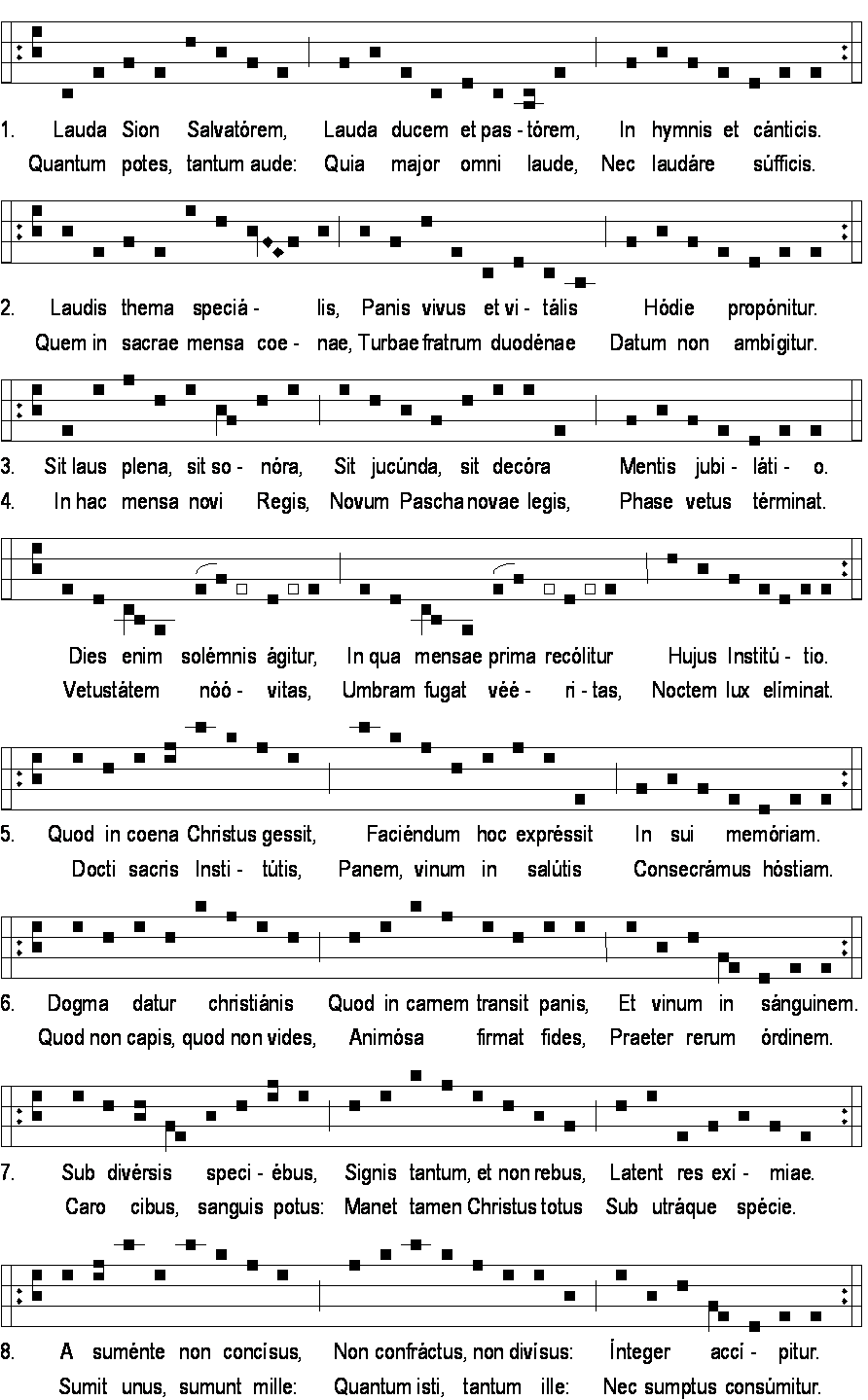
Sequentia Lauda Sion

Lauda Sion is een sequentie in de katholieke liturgie. Ze wordt op het Hoogfeest van het Allerheiligst Sacrament  gezongen en geeft een beschrijving en verheerlijking van het sacrament van het Altaar.